# Augustus Gregory

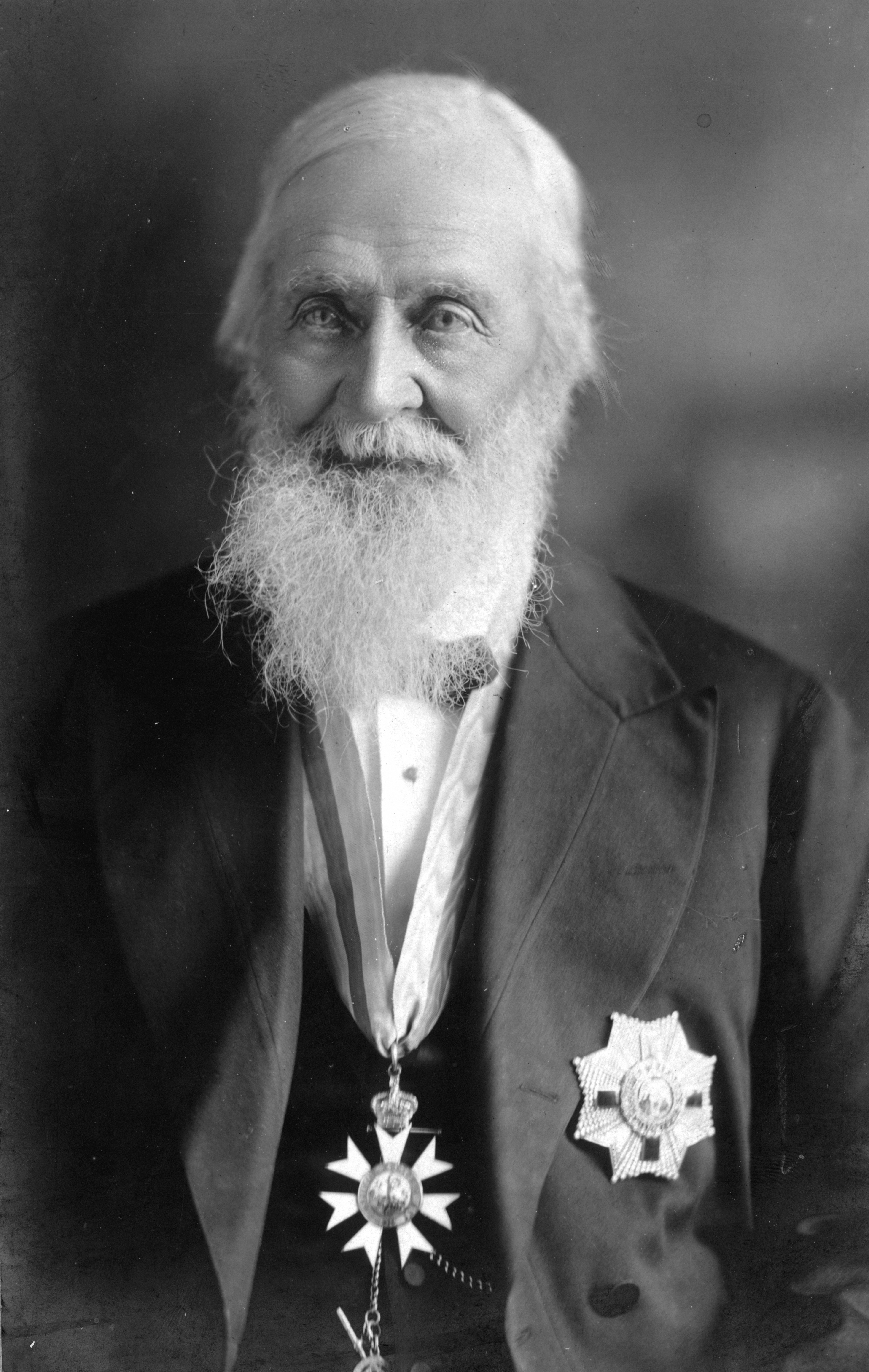
Sir Augustus Charles Gregory (1903)

Sir Augustus Charles Gregory (* 1. August 1819 in Farnsfield, Nottingham, England; † 25. Juni 1905 in Brisbane) war ein australischer Entdecker. Zwischen 1846 und 1858 unternahm er vier wichtige Expeditionen.

## Kindheit und Jugend
Augustus Gregory war Sohn von Joshua Gregory und Frances Churchman. Einer seiner Brüder war Francis Thomas Gregory, der später ebenfalls ein berühmter Entdecker wurde. Gregory erhielt zunächst Privatunterricht; später unterrichtete ihn seine Mutter. 1829 wanderte die Familie nach Western Australia aus. Mit dem Schiff Lotus kamen sie in der Swan River Colony nur vier Monate nach deren Gründung an.
Gregorys Familie besaß ursprünglich Land am linken Ufer des Swan River, aber der Boden war nährstoffarm und schlecht. Später erwarben sie zwei weitere Grundstücke, eines in Maylands und eines im Upper Swan-Distrikt. Einen Großteil der 1830er besserte Augustus Gregory mit verschiedenen Jobs das Einkommen der Familie auf. Eine Zeit lang arbeitete er für einen Chemiker und später, zusammen mit seinem Bruder Joshua William, als Vertragsgutachter. 1841 wechselte er ins „Government Survey Office“.

## Entdeckungen

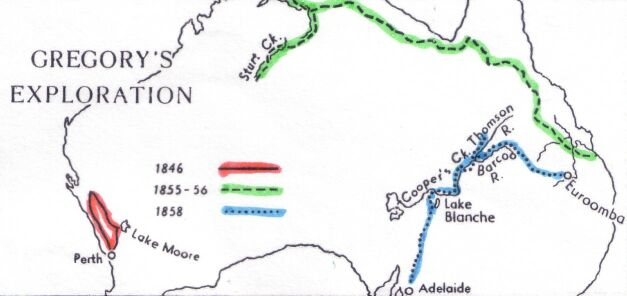
Gregorys Entdeckungsreisen von 1846, 1855–56 und 1858

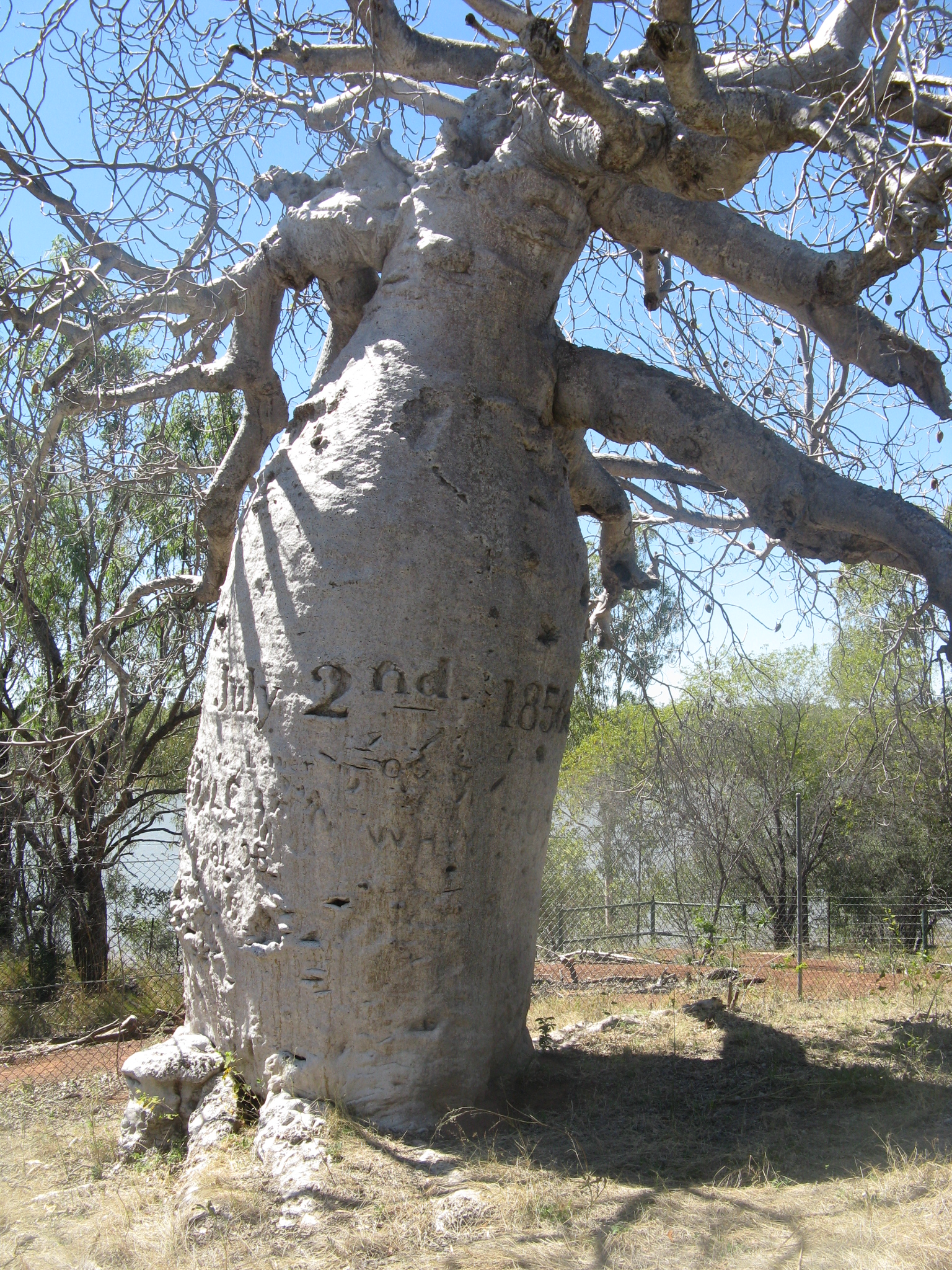
Gregory’s Tree (Adansonia gregorii) oberhalb des Victoria River, Abzweig vom Victoria Highway ca. 20 km westl. von Timber Creek

In den Jahren 1846 bis 1858 unternahm Gregory vier richtungsweisende Expeditionen.

### 1. Expedition: Rund um Perth
1846 unternahm er mit seinen beiden Brüdern F. T. Gregory und H. C. Gregory seine erste Expedition. Mit vier Pferden und Proviant für sieben Wochen verließen sie am 7. August 1846 die etwa 100 km nordöstlich von Perth gelegene T. N. Yule’s Station. Als sie nach 47 Tagen zurückkehrten, hatten sie einen Großteil der Region nördlich von Perth erkundet und dabei 1.534 km zurückgelegt.

### 2. Expedition: Westküste / Murchison River
Zwei Jahre später leitete Gregory eine Expedition, um den Lauf des Gascoyne River zu erforschen und zugleich neue Weidegebiete zu finden. Die Gruppe brach am 2. September 1848 auf und überquerte am 25. September den Murchison River, doch das Land war sehr trocken, und es war sehr schwer, ausreichend Wasser für die Pferde zu beschaffen. Anfang Oktober beschloss Gregory, nach Süden umzukehren. Am 6. Oktober, als sie erneut am Murchison River angekommen waren, entschied er, hier mit den Pferden Rast zu machen. Am 12. November kehrte die Expeditionsgruppe nach Perth zurück, nachdem sie gutes Weideland gefunden hatte. Trotz Wassermangels legten die Expeditionsteilnehmer innerhalb von zehn Wochen 2.414 km zurück.

### 3. Expedition: Nordaustralien / Victoria River
1854 wurde Gregory gebeten, eine Expedition ins Landesinnere zu leiten. Gregory bestimmte seinen Bruder H. C. Gregory zum zweiten Expeditionsleiter; im Team befand sich auch der Botaniker Baron Ferdinand von Mueller. Zusammen waren sie 18 Männer, 50 Pferde und 200 Schafe. Die Gruppe verließ am 12. August 1855 die Moreton Bay bei Brisbane mit dem Schiff in nördliche Gewässer. Sie erreichten am 1. September Port Essington. Am nächsten Tag lief das Schiff auf ein Riff auf, und es war zehn Tage lang nicht möglich, das Schiff vom Fleck zu bewegen. Dann ging es weiter nach Pearce Point am Joseph Bonaparte Gulf (Timorsee), nördlich des Ästuars eines Flusses, den Gregory später Victoria River nannte. Am Monatsende teilte sich die Gruppe auf: Während Gregory den einen Teil über die Weideländer führte, fuhren die anderen mit einem Schoner den Victoria River hinauf. Erst am 20. Oktober vereinte sich die Gruppe wieder und errichtete ein Camp ca. 20 km westlich des heutigen Timber Creek. Während die Mannschaft bis Juli 1956 im Basis-Camp verblieb, unternahm Gregory mit wenigen Begleitern 8 Monate lang Expeditionen ins Landesinnere. Sie fuhren in der Regenzeit den Victoria River flussaufwärts, erreichten den Sturt Creek, der nur im Sommer Wasser führt, und folgten diesem bis an den Rand der Tanami Desert. Einen Hinweis auf das Basis-Camp, zu dem Gregorys Kernteam zur Trockenzeit 1856 zurückkehrte, finden wir am so genannten Gregory’s Tree, einem Boab, in den Gregory das Datum „2. Juli 1856“ ritzte sowie den Hinweis auf einen Brief, den er hinterlegt habe (für potenzielle Suchtrupps, falls das Team verloren gegangen wäre). Nach Verlassen des Basis-Camps schlugen sich die Expeditionsmitglieder dann über sechs Monate parallel zur Küste – verschiedene Flüsse entdeckend und nutzend – durch das Landesinnere nach Südosten. Am 16. Dezember 1856 erreichten sie ihren Ausgangsort Brisbane, nachdem sie große Teile des Landes vermessen hatten. In 16 Monaten hatten sie eine Strecke von 3219 km übers Meer und 8047 km über Land zurückgelegt.

### 4. Expedition: Südosten: Suche nach Ludwig Leichhardt
Im September des Jahres 1857 wurde er von der Regierung von New South Wales beauftragt, nach Spuren des auf einer früheren Expedition verschwundenen Entdeckers Ludwig Leichhardt zu suchen. Eine neunköpfige Gruppe wurde gebildet, mit Gregory und dessen Bruder C. F. Gregory als Führer. Am 24. März 1858 verließ die Expedition Juandah. Am 21. April entdeckten sie einen Baum, in den ein L geritzt war. Die Gruppe folgte dann dem Barcoo River bis zu dessen Zusammenfluss mit dem Thomson River. Am 15. Mai war das Land so trocken, dass Gregory beschloss, zum Schutz der Pferde nach Süden zu ziehen. Danach folgten sie dem Cooper Creek, bis sie am 14. Juni den Strzelecki Creek erreichten. Sie setzten ihre Route nach Süden fort, bis Gregory am 26. Juni entschied, Adelaide anzusteuern, das sie Ende Juli erreichten.
Das Expeditionstagebuch von Gregory wurde 1884 veröffentlicht.

## Die letzten Jahre

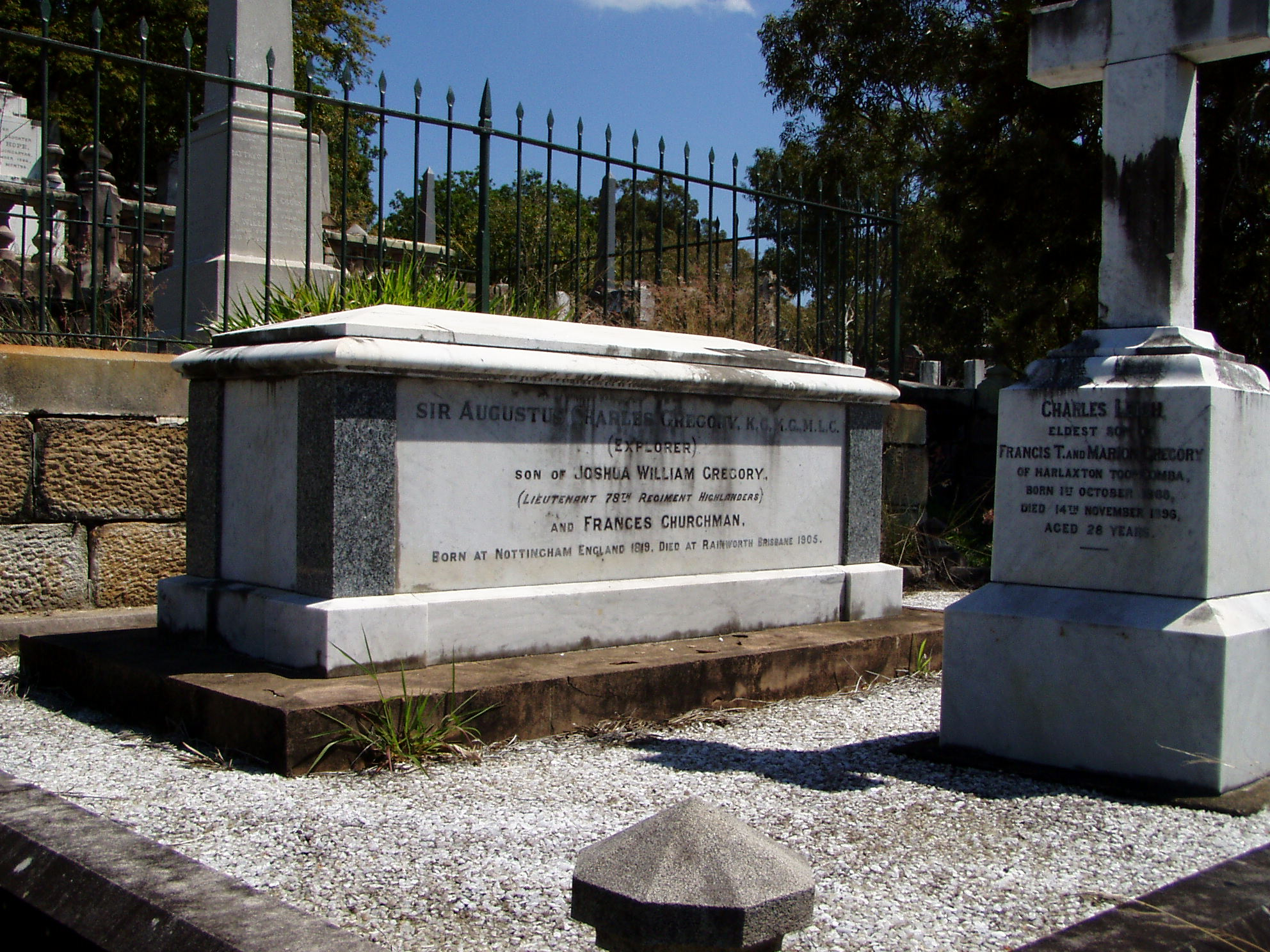
Gregorys Grab in Brisbane

Gregory unternahm keine weiteren Expeditionen mehr, wurde aber 1859 Surveyor-General von Queensland. Er hielt dieses Amt bis zu seinem Rücktritt 1879 inne. Er wurde 1858 mit der Goldmedaille der Royal Geographical Society ausgezeichnet. Im gleichen Jahr wurde der Mount Augustus nach ihm benannt. Von 1882 bis zu seinem Tod war er Abgeordneter im Parlament. Er interessierte sich für Naturwissenschaften und war Verwalter im Queensland Museum. 1884 veröffentlichte er zusammen mit seinem Bruder F. T. Gregory Journals of Australian Exploration (deutsch: „Berichte australischer Erforschungen“). 1896 verlieh die Royal Society of New South Wales ihm die Clarke-Medaille. 1903 wurde er zum Knight Commander des Order of St Michael and St George geschlagen. Er starb unverheiratet am 25. Juni 1905.

## Weitere Ehrungen
Nach ihm benannt wurde durch Ferdinand von Mueller 1857 der Affenbrotbaum Australiens (Adansonia gregorii).